# Liste der Monuments historiques in Russy-Bémont
Die Liste der Monuments historiques in Russy-Bémont führt die Monuments historiques in der französischen Gemeinde Russy-Bémont auf.

## Liste der Bauwerke
| Bezeichnung       | Beschreibung | Standort         | Kennzeichnung | Schutzstatus | Datum | Bild           |
| ----------------- | ------------ | ---------------- | ------------- | ------------ | ----- | -------------- |
| Kirche St-Laurent |              | in Bémont (Lage) | PA00114850    | Inscrit      | 1927  | weitere Bilder |

## Liste der Objekte
- Monuments historiques (Objekte) in Russy-Bémont in der Base Palissy des französischen Kultusministeriums